# Richard Jeranian
 (juillet 2025).
 (mai 2021).
La mise en forme du texte ne suit pas les recommandations de Wikipédia : il faut le « wikifier ».
Les points d'amélioration suivants sont les cas les plus fréquents. Le détail des points à revoir est peut-être précisé sur la page de discussion.
- Les titres sont pré-formatés par le logiciel. Ils ne sont ni en capitales, ni en gras.
- Le texte ne doit pas être écrit en capitales (les noms de famille non plus), ni en gras, ni en italique, ni en « petit »…
- Le gras n'est utilisé que pour surligner le titre de l'article dans l'introduction, une seule fois.
- L'italique est rarement utilisé : mots en langue étrangère, titres d'œuvres, noms de bateaux, etc.
- Les citations ne sont pas en italique mais en corps de texte normal. Elles sont entourées par des guillemets français : « et ».
- Les listes à puces sont à éviter, des paragraphes rédigés étant largement préférés. Les tableaux sont à réserver à la présentation de données structurées (résultats, etc.).
- Les appels de note de bas de page (petits chiffres en exposant, introduits par l'outil «  Source ») sont à placer entre la fin de phrase et le point final[comme ça].
- Les liens internes (vers d'autres articles de Wikipédia) sont à choisir avec parcimonie. Créez des liens vers des articles approfondissant le sujet. Les termes génériques sans rapport avec le sujet sont à éviter, ainsi que les répétitions de liens vers un même terme.
- Les liens externes sont à placer uniquement dans une section « Liens externes », à la fin de l'article. Ces liens sont à choisir avec parcimonie suivant les règles définies. Si un lien sert de source à l'article, son insertion dans le texte est à faire par les notes de bas de page.
- La présentation des références doit suivre les conventions bibliographiques. Il est recommandé d'utiliser les modèles {{Ouvrage}}, {{Chapitre}}, {{Article}}, {{Lien web}} et/ou {{Bibliographie}}. Le mode d'édition visuel peut mettre en forme automatiquement les références.
- Insérer une infobox (cadre d'informations à droite) n'est pas obligatoire pour parachever la mise en page.

Pour une aide détaillée, merci de consulter Aide:Wikification.
Si vous pensez que ces points ont été résolus, vous pouvez retirer ce bandeau et améliorer la mise en forme d'un autre article.
Richard Jeranian (en arménien : Ռիշար Ժերանյան), né le 17 juillet 1921 à Sébaste, aujourd'hui Sivas (Turquie) et mort le 10 octobre 2019, est un peintre, dessinateur et lithographe arménien naturalisé français.
C'est à partir des années 1930, alors que l'Arménie appartient à la République socialiste fédérative soviétique de Transcaucasie que Richard Jeranian connait l'exil en France. Intéressé par l'art pictural et la musique, il commence ses études à Marseille où les paysages de la Provence l'inspireront, puis  il les poursuit à l'Académie Julian et à la Grande-Chaumière à Paris. En 1944 il est appelé pour servir dans les forces aériennes et est envoyé à Alger puis à Fez où il restera jusqu'en 1946.
À partir de 1950 étant très lié avec les artistes de la diaspora arménienne, il voyage et expose au Liban, en Russie soviétique et en Iran et visite également sa terre natale en lien avec les efforts de soutien à l’Arménie de la Fondation Calouste-Gulbenkian. Ainsi lors du tremblement de terre de 1998, il participera  avec d'autres artistes aux donations pour la création d'un hôpital destiné aux enfants victimes de la catastrophe,.
Le style de ses œuvres évolue, passant par des périodes figuratives, surréalistes, cubistes ou abstraites couvrant les thèmes de la musique, la femme et l'Arménie à travers  des figures, des paysages, des scènes de genre ou des natures-mortes traités à l'huile ou l'encre.

## Biographie

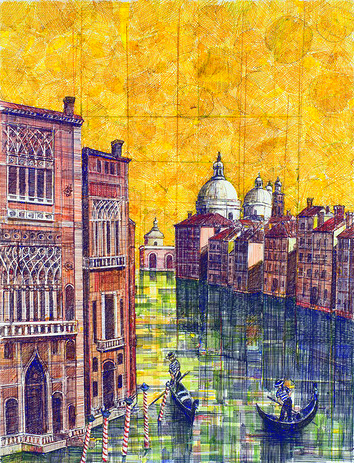
2008.

### Jeunesse
Richard Jéranian a vu le jour, d’après son certificat de baptême, en janvier 1921 dans un pays qui n’existe plus, un pays perdu. Sa terre natale se nomme Zara, petite bourgade encaissée entre deux collines à 60 km de Sivas en Arménie occidentale. Il est le quatrième d’une fratrie de six enfants.
Outre sa maîtrise de la langue et de la culture arméniennes, il a eu en héritage le français transmis par son père, Antranick, professeur de lettres au collège Aramian de Sivas, puis du prestigieux Anatolian collège de Marzevan.
En 1921, son père s’occupait aussi d’un orphelinat qui envoyait les enfants orphelins à Venise, où ils étaient accueillis par les pères de la congrégation mekhitariste. Trois ans plus tard en 1924, la famille quitte Zara pour s’installer à Sivas. Compte tenu de la situation politique de plus en plus dangereuse envers les Arméniens, la famille décide de quitter la Turquie. Après avoir passé deux ans à Kayseri, ils rejoignent Istanbul où ils séjournent chez une cousine et quittent définitivement la Turquie en 1930.
Arrivée à Marseille quand Richard a l’âge de sept ans, la famille Jéranian est hébergée dans le camp Victor Hugo, où ils resteront peu de temps. Puis ils s’installent à Pont-Saint-Esprit pendant deux ans, où les hommes de la famille avaient trouvé du travail dans une usine de carrelage.
S’il dessine dès l’âge de sept ans sur des boites de bobines de fils, Richard a fait ses premiers pas dans le monde de la peinture adolescent, épaulé par le peintre Sarkissian, un voisin de la famille. Intéressé par l'art pictural et la musique, il commence ses études à Marseille où les paysages de la Provence l'inspireront. 
Il traverse ces sinistres années 1930 à contrecourant. Dans cette France occupée, Richard travaille dans un garage. Il a charge de famille car es frères sont sur le front. Il est animé par des idées progressistes et fuit les recruteurs du STO. Pas question pour lui d’aller en Allemagne nazie travailler dans une usine d’armement ! Dans cette France rongée par l’antisémitisme et la xénophobie ambiante, le jeune étudiant aux Beaux-arts de Marseille et de Paris, ne s’y reconnaît pas. Un de ses cousins – Arsene Djeranian proche de Missak Manouchian -  rejoint un réseau de résistants, pour finir arrêté et exécuté. Richard sera mobilisé  à la fin 1944 dans les rangs de l’armée de l’air, alors qu’il est encore apatride et détenteur du fameux passeport Nansen ! On l’envoie à Alger, puis à Fez au Maroc ; il y restera jusqu’en 1946. C’est son premier voyage, le début d’une longue série qui l’amènera à parcourir les quatre coins du globe. 

### Vie privée
En 1947, Richard fait la connaissance à Paris d’Alice Kavoukdjian une jeune arménienne dont la famille est originaire d’Istanbul, apparentée au grand poète Zahrad. C’est immédiatement un coup de foudre réciproque, ils se marieront deux ans plus tard. Alice sera pour l’éternité sa muse, la femme de sa vie. C’est elle qui dotée d’un sens artistique aiguisé, l’encourage à faire ses premières expositions dans des galeries. Elle qui – partie trop tôt - le soutiendra indéfectiblement en tout temps et dans toutes les épreuves afin qu’il puisse poursuivre sa carrière. « Sans elle je ne serais jamais arrivé là où je suis » disait- il, profondément ému.

### Des débuts prometteurs
Jeune marié, Richard est tailleur et peintre. Il fréquente la maison de peinture Sennelier, à laquelle il a toujours été fidèle. En 1951, Jéranian expose dans la maison du peintre Van Gogh à Auvers sur Oise, époque où le grand maître néerlandais n’avait pas atteint la renommée qu’on lui connait aujourd’hui. Attiré par les paysages provençaux et en digne disciple de Cézanne, lequel affirmait que la nature est le meilleur enseignant qui soit, Jéranian travaille sur le vif les couleurs du sud. À partir de cette époque, il exécute ses dessins à l’encre de Chine. A ses yeux, il est une qualité requise indispensable à tout peintre : savoir dessiner !

### Une carrière exemplaire
Les années 1950  sont celles de la découverte de deux pays qui auront un effet décisif dans la carrière du peintre : le Liban et l’Iran. A travers ses expositions dans les premières galeries de Beyrouth, Jéranian devient très vite un pionnier de la peinture libanaise à tel point qu’on le considère comme un artiste libanais. Le peintre se souvient n’avoir jamais vu une telle concentration de couleurs, se remémorant ses escapades dans le Mont Liban et la plaine de la Bekaa. Au pays du Cèdre, il se lie avec les peintres de la jeune génération montante, comme Assaddour et Paul Giragossian. Il entretiendra des relations suivies avec les présidents de la République libanaise Charles Hélou et  Fouhad Chéhab.
Puis, il poursuit sa route vers l’Iran, où il expose dans les galeries de Téhéran. Il deviendra même le protégé de la shabanou, l’impératrice d’Iran. 
En 1957 Richard fait partie d’une délégation de la section culturelle de la Jeunesse arménienne de France en partance pour l’Arménie soviétique. Ce premier voyage s’annonce rocambolesque, l’équipée de peintres en transit à Moscou se rend dans la mère patrie sans visa … cette courte escapade sous la vigilance étroite du KGB, lui permet de faire la connaissance du peintre Martiros Sarian. Il se liera plus tard avec le peintre Khandjian le catholicos Vazgen Ier, le dirigeant soviétique Anasthase Mikoyan. 
La même année, lors d’un séjour au Liban, le couple Jéranian est reçu à Antélias par le catholicos de la Grande Maison de Cilicie, Zareh Ier. Au cours de la discussion celui-ci leur dit : « c’est aux artistes de votre calibre  que revient la mission d’ouvrir par tous les moyens les portes de l’Arménie au monde ». Cette Arménie n’est pas inaccessible pour le peintre Jéranian qui a su gagner l’estime et l’amitié des autorités soviétiques. Les invitations officielles s’enchaînent dès 1964, en collaboration avec le comité de la RSS d’Arménie chargé des relations extérieures et le concours de la fondation Calouste Gulbenkian de Lisbonne. Il revient à Richard d’être un pont entre Paris et Erevan, d’organiser des voyages de peintres de France en Arménie ;  Carzou en fera partie.  
De son côté, Jéranian pratique activement la diplomatie culturelle et saisit cette occasion qui lui est offerte pour aller à la rencontre du terroir arménien dans lequel il peut donner libre cours à sa sensibilité artistique. Un lien concret et charnel commence à prendre forme entre le peintre né en Arménie occidentale, et la terre de cette Arménie caucasienne. De cette rencontre, il en sort une Arménie dépouillée de toute fioriture émotionnelle, où la légende courtise le réel, où  la mystique arménienne est une croix de pierre et de glaise. C’est un Christ qui rentre à Ani, la Jérusalem arménienne et capitale aux 1001 églises, ville réelle et immatérielle qu’il n’a pas foulé de son vivant. A Ani, les édifices vacillent dans un désordre sismique,  des églises et des paysages sont transfigurés par l’emploi de cheminements d’ondes superposées. 
Plus tard, lors du tremblement de terre de 1988 qui dévaste le nord du pays, Richard Jéranian participera avec d'autres artistes à une levée de fonds pour la création d'un hôpital destiné aux enfants victimes de la catastrophe.
Aujourd’hui, ses œuvres sont exposées de façon permanente au musée des beaux-arts Pouchkine à Moscou et à la galerie des beaux-arts d’Arménie. 
Dans son atelier du 13, rue Nicolas-Fortin dans le XIIIe arrondissement, Richard Jéranian a exploré les époques et les espaces  à coup de rayons lumineux; mis en peinture la musique, créé des personnages qui nous touchent.

## Collections
- Musée des beaux-arts Pouchkine, Moscou.
- Galerie nationale d'Arménie[10],[11].
- Grand prix de Deauville 1952.
- Prix de paysage Honfleur[12] 1953.
- Médaille d'argent de la Ville de Paris 1955.
- Chevalier de l'ordre des Arts et des Lettres 1959.
- Premier prix d'Europe de dessin Monaco 1966.
- Prix National de peinture MARDIROS SARIAN[13] 1988 Erevan.

## Acquisitions
- 1955 – Ville de Paris
- 1955 – État français
- 1960 – Cour impériale d'Iran
- 1961 – Cour royale, Grèce
- 1963 – Dallas Museum, USA
- 1964 – Musée d'Erevan, Arménie
- 1967 – Couvent Saint-Jacques, Jérusalem
- 1969 – Musée d'Erevan[14]
- 1969 – Fonds de l’État, Arménie
- 1970 – Collection Impériale, Iran
- 1970 – Catholicossat d'Etchmiadzine
- 1970 – Musée Pouchkine[9] de St Petersbourg, Russie
- 1973 – Bibliothèque nationale, Paris
- 1975 – Cour royale, Arabie saoudite
- 1979 – Catholicossat d'Etchmiadzine
- 1980 – Cour royale, Arabie saoudite
- 1980 – Musée de Novossibirsk, Sibérie
- 1990 – Musée Aîvazovsky, Théodosia, Crimée, Ukraine
- 2004 – Musée d'Erevan
- 2004 – Musée d'Antélias, Beyrouth, Liban

## Expositions

### Expositions personnelles
- 1953 – Paris, Galerie Roméo Juliette
- 1957 – Paris, Galerie Ror Vomar
- 1958 – Beyrouth, Galerie les Arcades
- 1958 – Marseille, Galerie Jouvène
- 1959  – arseille, Galerie Reboul
- 1959 – Paris, Galerie Gérard Mourgue
- 1960 – Beyrouth, Galerie des Arcades
- 1960 – Téhéran-Galerie le Club
- 1961 – Genève, Galerie Ganzoni
- 1961 – Paris, Galerie Framond
- 1963 – Paris-Galerie Monte Carlo
- 1963 – Genève, Galerie Ganzoni
- 1964 – Beyrouth, Galerie One
- 1964 – Yerevan, Galerie des Peintres
- 1964 – Leninakan, Salle des Beaux Arts
- 1965 – Washington, Jason Gallery
- 1965 – Beyrouth, Galerie Cassia
- 1966 – Dieppe, Casino Municipal
- 1967 – Rennes, Maison de la Radio, ORTF
- 1967 – Munich, Schumachergalerie
- 1967 – Beyrouth, Galerie Cassia
- 1968 – Tilijan, Musée Municipal
- 1969 – Yerevan, Galerie des Peintres
- 1970 – Moscou, Palais Marouzov
- 1971 – Paris, Afeda
- 1971 – Bordeaux, Afeda
- 1971 – Dijon, Afeda
- 1972 – Clermont-Ferrand, Afeda
- 1972 – Strasbourg, Afeda
- 1972 – Beyrouth, Studio 27
- 1973 – Genève, Intercontinent
- 1973 – Milan, La Galleria-Le Firme
- 1974 – Beyrouth, Studio 27
- 1977 – New York, Clay Gallery
- 1977 – Washington, The Rowe House Gallery
- 1979 – Erevan, Galerie des Peintres
- 1980 – Novossibirsk, Akademgorodok
- 1981 – Caracas, Galeria Valor Arte
- 1984 – Bordeaux, Galerie la Présidence
- 1987 – Lyon
- 1988 – Paris, Galerie Faubourg Saint honoré
- 1990 – Paris, Galerie Faubourg Saint honoré
- 1997 – Paris, Galerie Jeanne Castel
- 2003 – Association Tebrotzassere Exposition publique Vente aux enchères (Cornette de Saint-Cyr)

### Exposition de groupe
- Salon d'Automne, Salon des Indépendants
- Salon des Artistes français
- Salon Terre Latine
- Peintres témoins de leur temps
- Exposition / d'Utrillo à Picasso (1955)
- Prix du château de Sceaux (1956)
- Prix du Palais Royal (1957)
- Confrontation d'Ambierle, Peintres d'aujourd'hui (Los Angeles 1960)
- Les Arts en Europe (Bruxelles 1964)
- Peintres témoins de leur pays (Beyrouth 1971)
- Estampes contemporaines (Bibliothèque nationale de Paris 1973)
- Groupe Gallery Randall (New York 1974)
- Biennale du 13ème (Paris 1982)
- Semaine culturelle (musée de Montpellier 1982)
- A.G.B.U. (New Jersey 1982)
- Caen. Association "Pegasarts". Exposition des peintres Arméniens (2004)
- Vienne Cathédrale St Maurice (2006)
- Différentes expositions dans le cadre de l'année de l'Arménie (2006-2007)

## Récompenses
- Médaille d'argent de la ville de Paris, 1955[15].
- Ordre des Arts et des Lettres, 1959.
- Prix national de peinture Martiros Sarian, 1987.
- Prix culturel Khorenatsi de la république d'Arménie, 2011.

## Publication
- Œuvres de Richard Jeranian - Biographie, Arts contemporains - Grapica Mazzoni, 1974[16].

## Biographie
- Tigrane Yégavian, « La Turquie embourbée dans la crise syrienne », Les Cahiers de l'Orient, vol. 131, no 3,‎ 2018, p. 83 (ISSN 0767-6468 et 2552-0016, DOI 10.3917/lcdlo.131.0083, lire en ligne, consulté le 21 novembre 2019).